# Alheit Snur
Alheit Snur (auch Schnur Alcken Tochter oder Alheit Fredeken) (* um 1588 in Godshorn im Amt Langenhagen; † 8. Januar 1648 im Bereich der Hinrichtungsstätte des Amtes Langenhagen zwischen Langenhagen und Vahrenwald) arbeitete ab 1641 als Kinderfrau bei dem Arzt Joachim Läger in der Calenberger Neustadt und wurde 1647 wegen angeblicher Hexerei angeklagt. Sie wurde 1648 gemeinsam mit einer anderen Frau letztes Opfer der Hexenverfolgung in Hannover.

## Hexenverfolgungen in Hannover
In Hannover wurden von 1514 bis 1647 mindestens 30 Personen in Hexenprozessen angeklagt, davon wurden 27 auf dem Scheiterhaufen hingerichtet oder starben im Gefängnis.

## Arbeitgeber Joachim Läger
Joachim Läger wurde 1603 in Hohenhameln als Sohn des dortigen Pastors Johannes Läger geboren und studierte Medizin. Er hatte mit seiner Frau Elisabeth von Eltz, Tochter des braunschweig-lüneburgischen Landeshauptmanns und Amtsvogts zu Burgwedel Ludolf von Eltz, insgesamt acht Kinder. Von ihnen überlebten nur ein Sohn und zwei Töchter den Vater. Joachim Läger war Leibarzt bei Herzog Georg (Braunschweig-Calenberg), kam 1639 als Arzt in die Calenberger Neustadt und hatte dort bis 1645 eine Apotheke. Nach dem ersten Hexereiverdacht gegen Alheit Snur Ende des Jahres 1646 zog Läger nach Braunschweig und erhielt ein Kanonikat am Domstift St. Blasius. Hier starb er 1650 im Alter von 46 Jahren.

## Hexenprozess
Die Prozessakten gegen Alheit Snur sind nicht erhalten. Nach Ende des Hexenprozesses veröffentlichte Läger eine autobiographische Krankheitsbeschreibung über sein ungewöhnliches Leiden und ging darin auch auf das Prozessverfahren gegen seine ehemalige Bedienstete ein. Kurz nach der Einstellung von Alheit Snur erkrankte Joachim Läger. Zunächst schrieb er seiner Krankheit eine natürliche Ursache zu. Nachdem Gerüchte laut wurden, die Alheit Snur mit schwarzer Magie in Verbindung brachten, führte er ab 1646 seine Erkrankung auf eine zauberische Vergiftung mittels eines schwarzen Pulvers zurück, das seine Kinderfrau ihm mit dem Frühstück verabreicht habe. Der Arzt entließ Alheit Snur mit ernsten Ermahnungen und unter Zurückhaltung eines Teils ihres Lohns. Sie hätte „laut Rachegelüste geäußert“, woraufhin sich seine Krankheit verschärft hätte.
Nach ihrer Entlassung 1646 zog Alheit Snur wieder in ihr Heimatdorf Godshorn. Die Untersuchung gegen sie begann im September 1647. Sie wurde angeklagt, ihren Dienstherrn krankgezaubert zu haben. Der Prozess wurde nicht von dem für die Neustadt zuständigen Vogteigericht, sondern vom benachbarten Amt Langenhagen geführt. Das Verfahren sorgte in der Stadt Hannover für großes Aufsehen, da es in ihrem engsten Umkreis und unter maßgeblicher Beteiligung von ehemaligen Bewohnern der Calenberger Neustadt stattfand. Daher spricht Claudia Kauertz beim Fall Alheit Snur von der letzten Hexenhinrichtung in der Stadt Hannover, auch wenn der Prozess selbst nicht von einem städtischen Gericht geführt wurde.
Nach Angabe der hannoverschen Chronik unterzog sich Alheit Snur nach ihrer Verhaftung auf eigenen Wunsch zunächst der Wasserprobe, die für sie jedoch ungünstig verlief, so dass der Prozess fortgesetzt wurde. Nach zweimaliger Folterung gestand sie die zauberische Vergiftung ihres Dienstherrn und besagte die nach ihr hingerichtete Anna Maria als Komplizin. Außer Joachim Läger werden in allen drei Quellen keine weiteren Personen als Opfer des Schadenzaubers genannt.
Läger schrieb in seiner Historia: „Die Hexe war bereits über sechzig Jahre alt. […] In ihrer Heimat Langenhagen bei Hannover, wo sie gefangen und schließlich verbrannt wurde, gestand sie, nachdem man in ihrem Haus einen Trank gefunden hatte, dass ihr der Teufel ein schwarzes Pulver […] überreicht habe, welches […] die Ursache so großer Qualen sei. Sie wurde befragt, auf welche Weise dieses Pulver so stark und dauerhaft wirksam sein könne und warum es in so unbestimmten Abständen schwäche. […] Sie versicherte beständig und fest, dass [die Krankheit] keine andere Ursache habe als die Einnahme jenes Pulvers und dass sie es vom Teufel bekommen habe. Als sie aber schärfer angegriffen und durch Drohungen sowie durch die Furcht vor der Folter erschreckt wurde, erklärte sie, es sei durch die Kunstfertigkeit des Satans geschehen, doch wie er diese Kunst zustandegebracht habe, konnte weder durch scharfe Worte noch durch die Bedrohung mit der Folter erzwungen werden. Dies war auch der Grund dafür, warum sie einer zweiten Folter unterzogen wurde und so dennoch gezwungen, den Namen einer Spießgesellin nannte, durch deren Vermittlung sie manchmal Töpfe ins Feuer stellte, um so nach ihrem Willen Schmerzen zu erzeugen und wieder wegzunehmen.“
Lägers Krankheit wurde später als Trigeminusneuralgie gedeutet.

## Hinrichtung
Der Hexenprozess gegen Alheit Snur endete mit ihrer Verurteilung zum Tod. Am 8. Januar 1648 wurde sie im Bereich der Hinrichtungsstätte des Amtes Langenhagen zwischen Langenhagen und Vahrenwald durch den hannoverschen Scharfrichter Marten Vogt zunächst erwürgt, ihre Leiche danach verbrannt. Die von Snur besagte Anna Maria wurde am 16. Februar 1648 enthauptet und verbrannt.